# Kattorna
Kattorna è un film drammatico svedese del 1965 diretto da Henning Carlsen.

## Trama
Ambientato in una lavanderia dove lavorano solo donne, Marta ricopre il ruolo di responsabile. Rike, giovane dipendente, diffonde la voce che la sua supervisore sia lesbica e abbia cercato di sedurla. La situazione crea un fragile equilibrio tra le colleghe.

## Riconoscimenti
- 1965 - Guldbagge
  - Miglior attrice a Eva Dahlbeck